# Star Wars: Episode II – Attack of the Clones (саундтрек)
Зоряні війни. Епізод ІІ: Атака клонів (саундтрек) (англ. Star Wars Episode II: Attack of the Clones Soundtrack) — музичний альбом до фільму Зоряні війни. Епізод ІІ: Атака клонів, який вийшов 23 квітня 2002 року. Складається з 13 композицій, а також містить додатковий трек, під назвою On the Conveyor Belt.
Саундтрек був записаний у січні, в лондонській студії London Studio. В записі брали участь Лондонський симфонічний оркестр та хор. Джон Вільямс виступив як композитор та диригент.
Ще однією цікавістю альбому є те, що він видавався з чотирма різними обкладинками.

## Композиції
| #   | Назва                                                     | Тривалість |
| --- | --------------------------------------------------------- | ---------- |
| 1.  | «Star Wars Main Title and Ambush on Coruscant»            | 3:46       |
| 2.  | «Across the Stars (Love Theme from Attack of the Clones)» | 5:33       |
| 3.  | «Zam the Assassin and The Chase Through Coruscant»        | 11:07      |
| 4.  | «Yoda and the Younglings»                                 | 3:55       |
| 5.  | «Departing Coruscant»                                     | 1:44       |
| 6.  | «Anakin and Padmé»                                        | 3:57       |
| 7.  | «Jango's Escape»                                          | 3:48       |
| 8.  | «The Meadow Picnic»                                       | 4:14       |
| 9.  | «Bounty Hunter's Pursuit»                                 | 3:23       |
| 10. | «Return to Tatooine»                                      | 6:57       |
| 11. | «The Tusken Camp and The Homestead»                       | 5:54       |
| 12. | «Love Pledge and the Arena»                               | 8:29       |
| 13. | «Confrontation with Count Dooku and Finale»               | 10:45      |
| 14. | «On the Conveyor Belt» (Target exclusive bonus track)     | 3:02       |

## Спеціальна версія
Композиції, які не ввійшли до офійного саундтрека[джерело?].
1. Fox Fanfare (0:21) — Композиція з фільму «Імперія завдає удару у відповідь»
2. Main Title (1:30) — Композиція з фільму «Прихована загроза» / Трек № 1
3. Arrival at Coruscant (0:17) — Трек № 1
4. Ambush on the Landing Platform (2:12) — Невиданий
5. Palpatine's Jedi Council (2:30) — Невиданий
6. Old Friends (1:36) — Lucas Arts ігри
7. Padmé Retires (0:52) — Невиданий
8. The Night Shift (1:00) — Трек № 3/Невиданий
9. Chase Through Coruscant — Трек № 3/ Частково невиданий
10. Anakin and Palpatine (1:44) — Невиданий
11. You've Grown Up (2:00) — Невиданий
12. Departing Coruscant (1:44) — Трек № 5
13. Dex's Cafe (Source) (Джозеф Вільямс)
14. Jedi Records (1:00) — Невиданий
15. Yoda and the Younglings (3:54) — Трек № 4
16. Audience on Naboo (2:20) — Невиданий
17. Arrival at Kamino (1:38) — Трек № 1/ Частково невиданий
18. Island Retreat (Unused Fanfare) (0:20) — Невиданий
19. Glass Sculptures (1:10) — Невиданий
20. Forbidden Kiss (0:40) — Невиданий
21. The Army (1:53) — Трек № 9
22. Meadow Picnic (4:14) — Трек № 8
23. Interview With Jango (2:30) — Трек № 1/Невиданий
24. Anakin and Padmé (3:56) — Трек № 6
25. Making Contact/ Nightmares (2:44) — Трек № 8/Частково невиданий
26. Jango's Escape/Arrival at Tatooine (3:48) — Трек № 7
27. Finding Watto (0:58) — Невиданий
28. Bounty Hunter Pursuit (1:27) — Трек № 9
29. Secret Landing (1:00) — Невиданий
30. The Lars Homestead (1:10) — Трек № 10
31. Shmi Was Taken (2:25) — Трек № 10
32. Anakin Searches (Duel of the Fates) (0:40) — Трек № 10
33. Tusken Camp (2:05) — Трек № 11
34. Shmi's Death (0:40) — Трек № 11
35. Anakin's Revenge (1:20) — Трек № 11
36. Yoda's Sense (1:03) — Трек № 11
37. The Homestead (Album Alternate) (0:50) — Трек № 11/Частково невиданий
38. The Homsetead (Film Mix) (1:00) — Lucas Arts ігри/Частково невиданий
39. Dark Side Takes Root (1:40) — Невиданий
40. I Hate Them (0:40) — Невиданий
41. Shmi's Funeral (1:08) — Невиданий
42. Crisis on Geonosis (2:20) — Невиданий
43. Going to Geonosis (0:30) — Невиданий
44. Emergency Powers (0:23) — Невиданий
45. New Authority (1:40) — Невиданий
46. On the Conveyor Belt (3:09) — Трек № 14
47. Captured (0:20) — Невиданий
48. Love Pledge (1:52) — Трек № 12
49. Ride to the Pillars (0:52) — Трек № 12
50. The Arena (4:19) — Трек № 12
51. Arena (Source) (1:19) — Невиданий (повна версія саундтреку на тему битви на Геонозисі)
52. Going After Dooku (2:30) — Невиданий
53. Confrontation with Dooku (2:22) — Невиданий
54. Yoda Strikes Back (3:00) — Невиданий
55. Dooku Flees (1:13) — Трек № 13
56. Arrival at Coruscant (1:10) — Частково невиданий
57. The Dark Lord (0:35) — Трек № 13
58. The Clone Wars (1:10) — Трек № 13
59. Imperial March (0:40) — Трек № 13
60. Forbidden Vows (1:13) — Трек № 13/Частково невиданий
61. End Credits Intro (0:53) — Трек № 13
62. Across the Stars (Album) (5:33) — Трек № 2
63. Across the Stars (Credits Finale) (1:39) — Трек № 13

## Чарти
| Чарт (2002)                                  | Найвища позиція |
| -------------------------------------------- | --------------- |
| Австралія Australian Albums (ARIA)           | 17              |
| Австрія Austrian Albums (Ö3 Austria)         | 12              |
| Бельгія Belgian Albums (Ultratop Flanders)   | 35              |
| Бельгія Belgian Albums (Ultratop Wallonia)   | 30              |
| Canadian Albums (Billboard)                  | 12              |
| Нідерланди Dutch Albums (MegaCharts)         | 68              |
| Франція French Albums (SNEP)                 | 19              |
| Німеччина German Albums (Offizielle Top 100) | 14              |
| Ірландія Irish Albums (IRMA)                 | 27              |
| Швейцарія Swiss Albums (Schweizer Hitparade) | 30              |
| Велика Британія UK Albums (OCC)              | 15              |
| США Billboard 200                            | 6               |

## Сертифікації
| Регіон | Сертифікація | Продажі  |
| --- | ------------ | -------- |
| Німеччина (BVMI)                                                                                                 | Золотий      | 150 000  |
| США (RIAA) | Золотий      | 500 000^ |
| ^відвантаження, що базуються лише на сертифікаціях · продажі+прослуховування, що базуються лише на сертифікаціях |              |          |

## Цікаві факти
- Саме через затребуваність у проекті «Зоряні війни. Епізод II. Атака клонів» Джон Вільямс не зміг вчасно завершити роботу над саундтреком до фільму «Гаррі Поттер і таємна кімната»[джерело?].